# Василина (пісня)
«Василина» — пісня українського співака та артиста Івана Поповича, що вперше прозвучала 1982 року. Пісня також увійшла до альбому «Золото Карпат» 2001 року. Існує дві версії відеокліпу до пісні.

## Відео
Першу версію відзняли під час зйомок фільму «Усмішки Нечипорівки» в 1982 році.
Другою версією став фрагмент з фільму-мюзиклу «Розступіться, зелен-гори!» 1987 року. На відео показано Івана Поповича, що під'їжджає на автомобілі ГАЗ-24 до двору жінки Василини та намагається покликати її вийти з хати.

## Версія гурту «Дзідзьо»
У середині 2013 року вийшла кавер версія гурту «Дзідзьо» на пісню «Василина», яку колектив виконав разом з Іваном Поповичем на «Арені Львів». Даний сингл є реміксом оригіналу пісні, що 2013 року потрапив до ротації українських радіостанцій.